# Prix Sibelius de Wihuri
Le Prix Sibelius de Wihuri (finnois : Wihurin Sibelius-palkinto) est un prix décerné en Finlande par la Fondation Wihuri.

## Présentation
Le Prix Sibelius de Wihuri est l'un des prix les plus prestigieux au monde de la musique classique. Le premier lauréat en 1953 est Jean Sibelius, dont le nom a été donné au prix par la suite.
Le jury est constitué de cinq membres issus de plusieurs institutions musicales finlandaises.
La dotation du Prix Sibelius de Wihuri est de 150 000 €,.

## Lauréats
| Année | Lauréat               | Lauréat             | Pays                 |
| ----- | --------------------- | ------------------- | -------------------- |
| 1953  | Jean Sibelius         |                     | Finlande             |
| 1955  | Paul Hindemith        |                     | Allemagne de l'Ouest |
| 1958  | Dmitri Chostakovitch  |                     | URSS                 |
| 1963  | Igor Stravinsky       | Igor Stravinsky     | URSS                 |
| 1965  | Benjamin Britten      | Benjamin Britten    | Royaume-Uni          |
| 1965  | Erik Bergman          | Erik Bergman        | Finlande             |
| 1965  | Usko Meriläinen       |                     | Finlande             |
| 1965  | Einojuhani Rautavaara |                     | Finlande             |
| 1971  | Olivier Messiaen      |                     | France               |
| 1973  | Witold Lutoslawski    |                     | Pologne              |
| 1973  | Joonas Kokkonen       |                     | Finlande             |
| 1983  | Krzysztof Penderecki  |                     | Pologne              |
| 1983  | Aulis Sallinen        |                     | Finlande             |
| 2000  | György Ligeti         |                     | Hongrie/ Autriche    |
| 2003  | Magnus Lindberg       |                     | Finlande             |
| 2006  | Per Nørgård           |                     | Danemark             |
| 2009  | Kaija Saariaho        |                     | Finlande             |
| 2011  | Nikita Borisoglebsky  |                     | Russie               |
| 2012  | György Kurtág         |                     | Hongrie              |
| 2015  | Harrison Birtwistle   | Harrison Birtwistle | Royaume-Uni          |
| 2017  | Unsuk Chin            |                     | Corée du Sud         |
| 2020  | Jukka Tiensuu         |                     | Finlande             |
| 2023  | Tristan Murail        |                     | France               |